# De mob-beweging
Tom Poes en de mob-beweging of kortweg De mobbeweging of De mob-beweging is het 130ste verhaal uit de Bommelsaga, geschreven en getekend door Marten Toonder. Het verhaal verscheen voor het eerst op 9 januari 1970 en liep tot 26 maart van dat jaar. Centraal thema van het verhaal is het generatieconflict.

## Samenvatting
Bij kapitein Wal Rus is het eiland Starring bekend als bewoond. Hij neemt er weleens een lading starwortels in. Omdat het eiland geen vliegveld kent, zijn twee jonge eilandbewoners, de Mobs Rep en Woel bezig met een vuurpijl van het eiland te geraken. Ze leven in een moeras, omdat de kustgebieden voor hen verboden terrein zijn.
Met behulp van deze vuurpijl landt Rep 30 kilometer zuidelijker ten zuiden van de stad Rommeldam.Heer Bommel en Tom Poes maken kennis met Rep. Hij waarschuwt niet te zitten. “Ik ben een mob, vandaar”. Heer Bommel vraagt: “Een mop? Wat zijn dat voor streken?” Rep antwoordt dat bewegen en springen goed is, anders word je van zitten en stilstaan een stab. Heer Bommel wil wel toegeven dat hijzelf een mop is. “Maar wat is een stap?” Rep antwoordt op en neer springend dat een mob door een tweede groeistoot een stab wordt. Een stab is immers een mob die vergrond is. Om dat te ontlopen heeft hij een luchtpijl gemaakt. 
Heer Bommel neemt Rep mee naar kasteel Bommelstein, waar de zitmeubelen door Rep onklaar worden gemaakt. Gelukkig voor Joost meldt drs. Zielknijper zich op het kasteel in een collegiaal consult. Hij besluit dat er ingegrepen moet worden. Heer Bommel legt Tom Poes op en neer springend uit dat hij sympathisant van de mob-beweging is geworden. Op dat moment meldt kapitein Wal Rus zich per taxi. Hij heeft Slof Stabiel bij zich, een hoge ome van het eiland Starring. Hij is op zoek naar zijn neef Rep. Heer Bommel antwoordt naar waarheid dat de politie hem heeft meegenomen. Tijdens een overleg met drs. Zielknijper komt professor Prlwytzkofsky te weten dat Rep terug wordt gebracht naar Starring. Hij besluit hem te volgen om het mob-fenomeen verder te bestuderen. Ook heer Bommel heeft besloten met zijn vriend naar Starring af te reizen, op het schip de Albatros van kapitein Wal Rus. Ze worden aldaar samen met Rep en zijn oom in een sloepje afgezet, waarbij heer Bommel te water raakt door het gespring in de sloep van Rep. Uitgeput spoelt hij als schipbreukeling aan.
Heer Bommel wordt aan het strand geholpen door twee Stabs, Lam en Pal. Lam Stabiel stelt zich voor als strandvonder. Pal Stabiel is ordebewaarder. Hij wordt in een woning verder ondervraagd over volgroeid zijn en de toestand van zijn denkleven. Tom Poes is met Rep en zijn oom ook geland met de sloep. Oom Slof stuurt zijn neef terug naar het moeras. Tom Poes wordt weggestuurd van het strand, omdat hij ook als mob wordt gezien. Hij loopt richting het mob-moeras. Daar komt hij Rep weer tegen. Die legt uit dat ze van heer Bommel een stab gaan maken. Ook de mobs moeten bij volle maan starwortelsap drinken en worden dan stabs. Tom Poes wil een list verzinnen, maar Rep komt niet verder dan springen of een vuurpijl. Het moeras loopt bij volle maan vol met starwortelvocht.
Intussen zijn professor Prlwytzkofsky en Alexander Pieps met een helikopter bij het moeras geland. Tom Poes en Rep stelen vervolgens ‘de hefschroever’. Heer Bommel wordt inmiddels ondervraagd door Sloom Stabiel in een rustige omgeving. Hij ontsnapt met de door Tom Poes bestuurde helikopter. Ook Sloom Stabiel, die hem wil tegenhouden, vliegt mee de lucht in.
Roer, een Mob, geeft de professor uitleg over de levenscyclus. Vanuit het meer loopt bij volle maan starwortelsap in het moeras. Het sap komt van de grote star, die in het hoofdgebouw groeit. Desgevraagd brengt Roer de hoogleraar naar het meer. Hij ziet daarin heer Bommel en Sloom Stabiel neerstorten, in de nasleep van de helikoptervlucht. De professor redt heer Bommel en onderzoekt hem. Sloom Stabiel klimt zelf uit het moeras. Na zijn landing komt ook Tom Poes poolshoogte nemen. Hij besluit Sloom Stabiel te volgen, die om raad gaat vragen na zijn val in het meer bij Immob. Deze oude weet alles over de groeistadia. Tom Poes ziet dat deze Immob wortel heeft geschoten. Een derde stadium na de stab.
Professor Prlwytzkofsky en Alexander Pieps analyseren de vloeistof in het meer. Ze vinden tertiair Calciumfosfaat en “ongebonden Carbonaat”. Tom Poes vertelt van zijn bevindingen. De voortdurende waarschuwingen van Rep de Mob, brengen nu ook de professor tot op en neer hupsen, uit angst om te verstarren. De professor en zijn assistent worden hierop beschoten met een starsap-pistool door Lode en Slof Stabiel, waarbij heer Bommel weer in het meer springt.
Tom Poes ontdekt hoe het starsap in het moeras komt. Samen met heer Ollie tracht hij een dam te doorbreken zodat het sapmeer leeg zal lopen in de zee, in plaats van in het moeras. Ze worden met starsap beschoten door Slof en Sok Stabiel, die Tom Poes van zich af slaat. Heer Bommel stuurt de eilandbewoners weg. De stabs komen later in een grote drom terug. Er zijn maar weinig mobs om hen tegen te houden. Volgens Rep is het hele jeugdprobleem dat ieder jaar de mobs stabs worden. En stabs worden nooit meer mobs. Tom Poes roept toch alle beschikbare mobs op met hun buidels. Hij probeert met al het vuurwerk de dam op te blazen. Maar het vuurwerk is te vochtig. Heer Bommel doet een laatste poging door een tak uit een boom te rukken. Daarbij ontwortelt hij in zijn boosheid de verrotte boom en brengt met de boom het vuurwerk alsnog tot ontploffing. De dijk breekt door en het meer loopt leeg.
Heer Bommel en Tom Poes gaan met Alexander Pieps en de helikopter de professor ophalen. Alexander heeft zijn analyse rapport van het starsap klaar: carbonaten en sporen van Atropa bella-donna. De professor weet nu genoeg. Starsap geeft slechts ener nachtschadenverdoving en de rest is waaaaanzin! Verhalen van de twee vrienden over volle maan, groeistoten en starsap zijn onwetenschappelijk. Er zijn slechts twee levensfase, mobs en stabs, jongeren en volwassenen. De professor vertrekt met zijn assistent per helikopter, maar heer Bommel slaat de lift naar huis af.
Op het eiland komen ze nu Rep tegen. Hij is van mob een stab geworden. Ook hij vertelt dat je niet volwassen wordt door starsap. De groeistoot komt door de volle maan, het sap verstart maar kort.
Tom Poes maakt zich zorgen over de stabs, maar Heer Bommel wil er niets van weten. Ze hebben de dijk laten ontploffen en het starsap ontmaskerd. Ouder wordt men toch. Kapitein Wal Rus is bovendien graag genegen twee passagiers mee te nemen. Want de starwortel lading is er deze keer bij ingeschoten. Terug in Rommeldam halen ze bij de haven de Oude Schicht op voor de rit naar huis.

## Voetnoot
1. ↑   Heer Bommel gebruikt aanvankelijk ’ mop’ en ’ stap’ in plaats van ‘mob’ en ‘stab’.
2. ↑   Tom Poes produceert zijn tweede “Hm”.
3. ↑   De professor stelt nog eens: “Leven ontspringt aan der water”.
4. ↑   Tom Poes zegt voor derde keer “Hm”, als zijn vriend de eer claimt.

## Hoorspel
- De mob-beweging in het Bommelhoorspel